# Émile Pouget
Émile Pouget (Pont-de-Salars, Aveyron, 12 de octubre de 1860 - Lozère, hoy parte de Palaiseau, Essonne, 21 de julio de 1931) fue un anarcocomunista francés, que adoptó tácticas cercanas al anarcosindicalismo. Fue el vicesecretario de la Confederación General del Trabajo francesa entre 1901 y 1908.

## Biografía

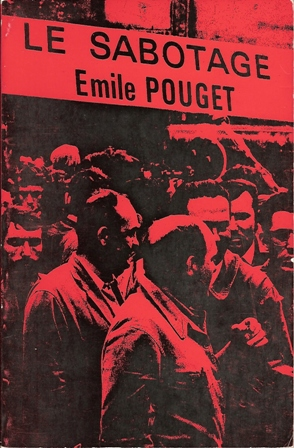
Encabezamiento de la reseña de Pouget en Le Sabotage.

Emile Pouget nació en 1860 cerca de Rodez, en el departamento de Aveyron. Su padre, que se desempeñaba como notario, murió joven. Su madre volvió a casarse. Fue a la escuela secundaria en Rodez, donde comenzó sus estudios, iniciando allí su pasión por el periodismo a los 15 años. Fundó allí un periódico, Le Lycéen républicain (El estudiante republicano).
En 1875, murió su padrastro y Emilio se vio obligado a abandonar la escuela secundaria para ganarse la vida. Luego de cumplir con su horario de trabajo, comenzó a frecuentar las reuniones públicas y grupos progresistas y rápidamente se encontró totalmente comprometido con la propaganda revolucionaria .
Ya en 1879, participó en la fundación en París del sindicato de obreros textiles, Syndicat des employés du textile. Allí logró publicar su primer panfleto antimilitarista. En 1881 se unió a un grupo de anarquistas franceses en el Congreso Internacional de Londres, que siguió a la disolución de la Primera Internacional. El 8 de marzo de 1883 la unió de ebanisteros invita a los desempleados a una reunión al aire libre que se celebrará en la Esplanade des Invalides. La policiía irrumpió, y los manifestantes se dispersaron y saqueraon tres panaderías. En la plaza Maubert el grupo que integraban Louise Michel y Pouget se enfrentó a una fuerza significativa de la policía. Cuando la policía se abalanzó para arrestar a Louise Michel, Pouget hizo lo que pudo para liberarla, pero también fue detenido.Fue condenado a 8 años de prisión por "robo a mano armada", y permaneció en la prisión de Melun hasta 1886, gracias a una amnistía concedida tras la presión de Rochefort.

## PublicaLe Père Peinard
El 24 de febrero de 1889 se publicó la primera edición de Le Père Peinard un pequeño folleto, con reminiscencias de La Lanterne de Rochefort y escrita en el estilo pintoresco de Père Hubert Duchene, aunque un poco más proletario. Desde los primeros números de Le Père Peinard, se alababa a los movimientos de huelga y las manifestaciones del 1 de mayo. Luego del asesinato en 1894 del presidente Sadi Carnot y su consiguiente represión del movimiento anarquista, se exilió en Inglaterra a fin de evadirse del Juicio de los treinta. Volvió a Francia en 1895 debido a la amnistía otorgada por el presidente Félix Faure.
En 1896, Pouget preconizaba la idea del sabotaje como medio de lucha contra los capitalistas, punto de vista expresado a través de numerosos panfletos y artículos periodísticos. Entre 1901 y 1908 fue elegido vicesecretario de la Confédération générale du travail (CGT), representando la tendencia anarcosindicalista del sindicato. Pouget también participó en la Charte d'Amiens de 1906, que estableció las bases del sindicalismo francés. Al año siguiente dirigió el periódico La Voix du Peuple, que era editado por la CGT desde el 1 de diciembre de 1900. En 1909 se distanció del movimiento sindicalista.

## Obra
- Almanach du Père Peinard, París, 1894 read on-line
- Almanach du Père Peinard, París, 1896
- Almanach du Père Peinard, París, 1897
- Almanach du Père Peinard, París, 1898
- Comment nous ferons la Révolution, in collaboration with Émile Pataud, París, J. Taillandier, 1909
- L'action directe, Nancy, Édition du "Réveil ouvrier", coll. « Bibliothèque de documentation syndicale »
- La Confédération générale du travail, Bibliothèque du Mouvement Prolétarien, Librairie des sciences politiques et sociales Marcel Rivière, París, 1910
- Le Parti du Travail
- Le Sabotage, Mille et une nuits, coll. « La petite collection », París, 2004
- Les Caractères de l'action directe
- Les lois scélérates de 1893-1894, en collaboration avec Francis de Pressensé, París, Éditions de la "Revue blanche", 1899

### Artículos
- Barbarie française, Le Père Peinard, n°45, 12 janvier 1890
- Faramineuse consultation sur l'avenir, Almanach du Père Peinard, París, 1896
- Jabotage entre bibi et un fiston, Almanach du Père Peinard, París, 1894
- L'Automne, Almanach du Père Peinard, 1896
- L'été, Almanach du Père Peinard, 1897
- L'Hiver, Almanach du Père Peinard, 1897
- Le Muselage Universel, Almanach du Père Peinard, 1896
- Le Printemps, Almanach du Père Peinard, 1897
- Le Sabotage, Almanach du Père Peinard, París, 1898
- Les Lois Scélérates de 1893-1894, Éditions de la Revue blanche, 1899
- Patron assassin, Le Père Peinard, 4 juin 1893
- Pourquoi et comment Le Père Peinard s'est bombardé Journaleux, Almanach du Père Peinard, 1894
- Qu'on châtre la frocaille ! En attendant mieux, Le Monde libertaire, 31 janvier 2002
- Un cochon, Le Père Peinard, 10 août 1890